# Брент Санчо
Брент Санчо (англ. Brent Sancho, нар. 13 березня 1977, Порт-оф-Спейн) — тринідадський футболіст, що грав на позиції захисника.
Виступав, зокрема, за клуб «Данді», а також національну збірну Тринідаду і Тобаго.

## Клубна кар'єра
Народився 13 березня 1977 року в місті Порт-оф-Спейн.
У дорослому футболі дебютував 1999 року виступами за команду клубу «МюПа», в якій того року взяв участь в одному матчі чемпіонату.
Згодом з 1999 по 2003 рік грав у складі команд клубів «Терварит Оулу», «Чарлстон Беттері», «Портланд Тімберс», «Сан-Хуан Джаблоті» та «Джо Паблік».
Своєю грою за останню команду привернув увагу представників тренерського штабу клубу «Данді», до складу якого приєднався 2003 року. Відіграв за команду з Данді наступні два сезони своєї ігрової кар'єри. Більшість часу, проведеного у складі «Данді», був основним гравцем захисту команди.
Протягом 2005—2009 років захищав кольори клубів «Джиллінгем», «Міллволл», «Росс Каунті», «Атланта Сільвербекс» та «Рочестер Рінос».
Завершив професійну ігрову кар'єру у клубі «Норт-Іст Старз», за команду якого виступав протягом 2010 року.

## Виступи за збірну
У 1999 році дебютував в офіційних матчах у складі національної збірної Тринідаду і Тобаго. Протягом кар'єри у національній команді, яка тривала 8 років, провів у формі головної команди країни 43 матчі.
У складі збірної був учасником розіграшу Золотого кубка КОНКАКАФ 2002 року у США, розіграшу Золотого кубка КОНКАКАФ 2005 року у США, чемпіонату світу 2006 року у Німеччині.